# Thirty-Day Princess
Thirty-Day Princess (bra: Princesa por um Mês) é um filme pre-Code estadunidense de 1934, do gênero comédia romântica, dirigido por Marion Gering, e estrelado por Sylvia Sidney e Cary Grant. O roteiro de Preston Sturges, Frank Partos, Sam Hellman e Edwin Justus Mayer foi baseado no conto homônimo de Clarence Budington Kelland, publicado na revista Ladies' Home Journal em 1933.
A trama retrata a história de uma princesa europeia que contrai caxumba e conta com a ajuda de uma atriz que se parece exatamente com ela para assumir seu papel.

## Sinopse
A caminho de Nova Iorque para encontrar apoio financeiro para seu país, o Reino Ruritano de Taronia, a princesa "Zizzi" Catterina (Sylvia Sidney) adoece com caxumba e precisa ser colocada em quarentena por um mês. Em um gesto desesperado, o financista Richard Gresham (Edward Arnold) decide contratar a atriz desempregada Nancy Lane (Sylvia Sidney), que se parece muito com a princesa, para assumir seu papel. Ele oferece a ela um generoso bônus se ela conseguir convencer o principal opositor da transação financeira, o editor de jornal Porter Madison III (Cary Grant), a mudar de ideia.

## Elenco
- Sylvia Sidney como Princesa "Zizzi" Catterina / Nancy Lane
- Cary Grant como Porter Madison III
- Edward Arnold como Richard Gresham
- Henry Stephenson como Rei Anatol XII
- Vince Barnett como Conde Nicholeus
- Edgar Norton como Barão Passeria
- Ray Walker como Dan Kirk
- Lucien Littlefield como Parker
- Robert McWade como Editor-chefe
- George Baxter como Donald Spottswood
- Marguerite Namara como Dama de Companhia

## Produção
A produção do filme deveria ter começado em 28 de fevereiro de 1934, mas foi adiada devido à problemas de saúde de William Collier, Sr., que estava escalado para interpretar o papel do Editor-chefe. Collier foi substituído por Robert McWade, e assim a produção começou um dia depois, em 1.º de março.
Embora Preston Sturges tenha sido creditado como o roteirista do filme, ele revelou em sua autobiografia que apenas uma pequena parte do seu trabalho foi realmente utilizada. Sturges comentou que ele e o produtor B. P. Schulberg discordaram sobre os créditos da história do filme, dizendo que, "como produtor, [ele] estava acostumado a receber elogios por suas produções da mesma forma que os generais recebiam elogios pela bravura de seus soldados, e, portanto, parecia-lhe lógico que os roteiristas tivessem a mesma sensação geral de realização compartilhada".

## Recepção
O filme obteve uma recepção mista da crítica especializada. Meyer Levin, para a revista Esquire, comentou que o diretor "não era o homem para comédias", e Cy Caldwell, para a New Outlook, chamou-o de "uma comédia romântica alegre e divertida" na qual Grant, Edward Arnold, Vince Barnett e outros "ofereceram bom suporte". Mordaunt Hall, em sua crítica para o The New York Times, escreveu: "Este caso agradável e leve tem uma generosa quantidade de reviravoltas imaginativas, e também é dotado de um elenco coadjuvante altamente competente".
O biógrafo de Grant, Geoffrey Wansell, observou que ele foi "obrigado a fazer um pouco mais do que passar a maior parte do tempo usando fraque branco e gravata borboleta". Ele afirmou que Grant ficou furioso com algumas das críticas mais duras ao filme, levando-o a posteriormente querer escolher seus próprios papéis. Wansell afirmou que, em resposta a essa exigência, a Paramount Pictures o emprestou para a United Artists.